# Fúria Cega
Blind Fury (br/pt: Fúria Cega) é um filme de ação, produzido nos Estados Unidos em 1989, foi co-escrito por Ryôzô Kasahara e Charles Robert e dirigido por Phillip Noyce.

## Sinopse
Nick Parker (Rutger Hauer) um ex-soldado da Guerra do Vietnã fica cego em combate e aprende artes marciais com os moradores de um vilarejo, tempos depois, passa a usar uma lâmina escondida em sua bengala para se defender. Ao voltar para seu país, passa a cuidar do filho de um amigo, que morrera em combate e cuja esposa fora assassinada, ele luta contras os bandidos aproveitando-se da sua capacidade sensorial superior para se defender, em uma batalha cheia de ação. Adaptação de uma série de TV japonesa cujo personagem se chama Zatoichi.

## Elenco
- Rutger Hauer  ...  Nick Parker
- Terry O'Quinn  ...  Frank Devereaux (como Terrance O'Quinn)
- Brandon Call  ...  Billy Devereaux
- Noble Willingham  ...  MacCready
- Lisa Blount  ...  Annie Winchester
- Nick Cassavetes  ...  Lyle Pike
- Rick Overton  ...  Tector Pike
- Randall 'Tex' Cobb  ...  Slag
- Charles Cooper  ...  Cobb
- Meg Foster  ...  Lynn Devereaux
- Shô Kosugi  ...  O Assassino (como Sho Kosugi)
- Paul James Vasquez  ...  Gang Leader
- Julia González  ...  Latin Girl (como Julia Gonzales)
- Woody Watson  ...  Crooked Miami Cop #1
- Alex Morris  ...  Crooked Miami Cop #2